# ديف ريان (ملاكم)
ديف ريان (بالإنجليزية: Dave Ryan)‏ مواليد 6 مايو 1983 في دربي، هو ملاكم محترف إنجليزي يصنف ضمن فئة وزن الوسط.

## إحصائيات
خاض خلال مسيرته 27 نزالا، فاز في 17 وخسر في 10 (KO 2). فاز بالضربة القاضية في 4 نزالات.

## روابط خارجية
- ديف ريان على موقع بوكس ريك (الإنجليزية) (registration required)